# Dactylis glomerata
El dàctil (Dactylis glomerata) és una espècie comuna d'herba del gènere Dactylis. Es tracta d'una herba perenne C3 nativa en gairebé tot Europa, Àsia temperada, i el nord d'Àfrica. Es pot trobar en prats, pastures i vorals de carreteres i camins. S'ha introduït a Amèrica del Nord, Nova Zelanda i Austràlia, i ara és àmpliament naturalitzada. En algunes àrees, s'ha convertit en una espècie invasora. En algunes zones també es coneix com a cucurulla o cucurulles de la Mare de Déu.
Dactylis glomerata prolifera des del nivell del mar al nord de la seva àrea de distribució, fins a un màxim de 4.000 m d'altitud al sud del seu rang al Pakistan. És àmpliament utilitzat per al fenc i com a farratge.
D. glomerata és un hemicriptòfit, amb tiges dretes i espiguetes comprimides lateralment. Cada espiga té entre 6 i 8 flors. Es troba principalment en prats. Originària d'Europa, Àsia i el nord d'Àfrica. Als Països Catalans és comuna a tot arreu excepte a l'alta muntanya. Creix en denses mates perennes de 20-140 centímetres d'alçada, amb fulles de color verd grisenc 20-50 cm de llarg i fins a 1,5 cm d'ample, i una distintiva inflorescència triangular flocs 10-15 cm de llarg, que pot ser verd o vermell a porpra-tenyit (generalment de color verd a l'ombra, més vermelles a ple sol), posant pàl·lid gris-marró a la maduresa de la llavor. Les espiguetes són 5-9 mm de llarg, en general contenen de dos a cinc flors. Té una base de la tija aplanat característica que la distingeix de moltes altres herbes.
Floreix de juny a setembre.

## Subespècies
La classificació d'aquesta espècie, és controvertida degut al polimorfisme i la quantitat de subpoblacions amb diversos graus de poliploïdies. Típicament s'ha tractat com l'única espècie del gènere. Altres autors consideren ampliar el nombre d'espècies dins d'aquest gènere.
Els autors que consideren el gènere com a monotípic fragmenten l'espècie en diverses subespècies de Dactylis glomerata:
- D. glomerata subsp. glomerata - De fulles més amples, de fins a 10 mm, i de fins a un metre i mig d'altura en condicions favorables. Comuna als Països Catalans, és menys amant de la sequera que la subespècie hispanica, pel que no la trobem a Eivissa ni a les contrades més seques del País Valencià.[10]
- D. glomerata subsp. hispanica (sinònim D. hispanica) - Té les fulles més estretes, de fins a 5 mm d'amplada i més o menys enrotllades longitudinalment en forma de tub (convolutes). No passa dels 40 cm d'altura. Als Països Catalans és més comuna que l'anterior, pròpia de prats secs, llocs rocosos[10] i marges de camins.[13]
- D. glomerata subsp. ibizensis - Endemisme de les Pitiüses. Es troba a les costes rocalloses d'Eivissa i Formentera.[13]
- D. glomerata subsp. himalayensis
- D. glomerata subsp. judaica
- D. glomerata subsp. juncinella - Ibèrica[14]
- D. glomerata subsp. lobata (sinònim D. aschersoniana)
- D. glomerata subsp. lusitanica - Distribuïda a Portugal[14]
- D. glomerata subsp. marina (sinònim D. marina)
- D. glomerata subsp. reichenbachii - Península Itàlica[14]
- D. glomerata subsp. santai
- D. glomerata subsp. slovenica - Distribuïda a Txèquia i Polònia[14]
- D. glomerata subsp. smithii
- D. glomerata subsp. woronowii (sinònim D. woronowii)